# Chile na Letnich Igrzyskach Olimpijskich Młodzieży 2010
Chile na Letnich Igrzyskach Olimpijskich Młodzieży 2010 w Singapurze reprezentowało 50 sportowców w 10 dyscyplinach.

## Skład kadry

### Gimnastyka

#### Gimnastyka artystyczna
- Camila Francesca Vilches Arancibia - 41. miejsce

### Hokej
Drużyna chłopców - 6. miejsce
- Felix Schiegg
- Rodrigo David
- Manuel Becker
- Carlos Lagos
- Juan Pablo Purcell
- Vicente Martin (C)
- Matias Mardones
- Fernando Renz
- Jose Pedro Maldonado
- Felipe Tapia
- Matias Koster
- Valentin Arguindegui
- Alan Hamilton
- Gonzalo Prado
- Francisco Pieper
- Cristobal Contardo

### Jeździectwo
- Alberto Schwalm - 23.miejsce

### Kolarstwo
Cross Country
- Nicolas Prudencio Flano - 11. miejsce
- Laura Minizaga Holloway - 5. miejsce

Time Trial
- Edison Bravo Mansilla - 14. miejsce
- Laura Minizaga Holloway - 5. miejsce

BMX
- Ignacio Cruz Ormeno - 64. miejsce
- Laura Minizaga Holloway - 27. miejsce

Road Race
- Edison Bravo Mansilla - 12. miejsce
- Nicolas Prudencio Flano - 55. miejsce
- Ignacio Cruz Ormeno - 78. miejsce

### Koszykówka
Drużyna dziewcząt - 18. miejsce
- Dayanne Garcia
- Estefania Vasquez
- Katalina Garcia
- Francisca Salvatierra (C)

### Lekkoatletyka
Chłopcy
- Alejandro Peirano - bieg na 1000 m - 15. miejsce (4. lokata w finale "B") (2:28,58)[1]
- Jose Ballivian - pchnięcie kulą - 6. miejsce w finale (20,36 m)[1]

Dziewczęta
- Macarena Borie - bieg na 100 m - 13. miejsce (5. lokata w finale "B") (12,41)[1]

### Piłka nożna
Drużyna dziewcząt - 1. miejsce  złoty medal
- Paola Hinojosa
- Maria Navarrete
- Javiera Valencia
- Francisca Armijo
- Leslie Alarcon
- Julissa Barrera
- Gabriela Aguayo
- Catalina Gonzalez Veloz
- Melisa Rodriguez
- Monserrat Grau (C)
- Javiera Roa
- Karina Sepulveda
- Katherine Cisternas
- Romina Orellana
- Fernanda Geroldi
- Constanza Gonzalez Parra
- Macarena Vasquez
- Macarena Errazuriz

### Pływanie
- Alan Wladimir Abarca Cortes
  - 50 m st. grzbietowym - DSQ
  - 100 m st. grzbietowym - 28. miejsce w kwalifikacjach
  - 200 m st. grzbietowym - 19. miejsce w kwalifikacjach

### Triathlon
- Andrea Longueira - 12. miejsce

### Żeglarstwo
- Maria Poncell-Maurin - 22. miejsce